# Ford Heights, Illinois
Ford Heights là một làng thuộc quận Cook, tiểu bang Illinois, Hoa Kỳ. Năm 2010, dân số của làng này là 2763 người.

## Dân số
Dân số qua các năm:
- Năm 2000: 3456 người.
- Năm 2010: 2763 người.